# Крістінешть (комуна)
Крістінешть, Крістінешті (рум. Cristinești) — комуна у повіті Ботошані в Румунії. До складу комуни входять такі села (дані про населення за 2002 рік):
- Баранка (663 особи)
- Демілень
- Драгаліна (677 осіб)
- Крістінешть (1645 осіб)
- Пояна (237 осіб)
- Фунду-Херцій (653 особи)

Комуна розташована на відстані 407 км на північ від Бухареста, 43 км на північний захід від Ботошань, 137 км на північний захід від Ясс.

## Населення
За даними перепису населення 2002 року у комуні проживали 3875 осіб.
Національний склад населення комуни:
| Національність | Кількість осіб | Відсоток |
| -------------- | -------------- | -------- |
| румуни         | 3868           | 99,8%    |
| цигани         | 5              | 0,1%     |
| угорці         | 1              | < 0,1%   |
| німці          | 1              | < 0,1%   |

Рідною мовою назвали:
| Мова      | Кількість осіб | Відсоток |
| --------- | -------------- | -------- |
| румунська | 3873           | 99,9%    |
| угорська  | 1              | < 0,1%   |
| німецька  | 1              | < 0,1%   |

Склад населення комуни за віросповіданням:
| Релігія       | Кількість осіб | Відсоток |
| ------------- | -------------- | -------- |
| православні   | 3292           | 85,0%    |
| п'ятдесятники | 295            | 7,6%     |
| адвентисти    | 222            | 5,7%     |
| баптисти      | 16             | 0,4%     |
| бретрени      | 8              | 0,2%     |
| римо-католики | 3              | 0,1%     |
| реформати     | 2              | 0,1%     |
| атеїсти       | 1              | < 0,1%   |